# Tour Hekla
Tour Hekla, este o clădire de birouri din districtul financiar La Défense din Courbevoie, Franța. A fost construită în 2022 și are o înălțime de 220 de metri.
A fost proiectat de arhitectul francez Jean Nouvel. Imobilul a primit autorizația de construire în iunie 2016. Construcția a început în mai 2018, livrarea fiind programată pentru începutul lui 2022. Costul proiectului este estimat la 248 de milioane de euro.